# Milan Vlček
Milan Vlček (13. dubna 1939, Šlapanice – 12. prosince 1988, Teplice) byl český katolický kněz a dlouholetý farář v Bořislavi. Zasloužil se zde o opravu a záchranu kostelů a kaplí a rozvíjel duchovní život farnosti.

## Život a působení
Narodil se v nábožensky založené rodině jako nejstarší z pěti sourozenců. Absolvoval Teologickou fakultu v Litoměřicích a v červnu 1962 zde byl vysvěcený na kněze. V srpnu téhož roku se Vlček stal kaplanem v Jablonci nad Nisou. V letech 1962–1964 absolvoval základní vojenskou službu a pak až do roku 1968 působil jako kaplan v Mostě. V říjnu 1968 byl jmenován administrátorem a ještě téhož roku farářem v Bořislavi. Farnost zahrnovala celkem dvanáct obcí a jejich částí. Farní kostel byl v Bořislavi, filiální kostely v Hradišti a ve Rtyni.
Hned po roce od příchodu do farnosti organizoval Vlček významnou církevní slavnost. Při příležitosti osmistého výročí první písemné zmínky o Bořislavi navštívil 23. listopadu 1969 farnost litoměřický biskup Štěpán Trochta. V kostelech v Bořislavi a v Hradišti sloužil mše a při nich uděloval biřmování. Z akce existuje částečná fotodokumentace.

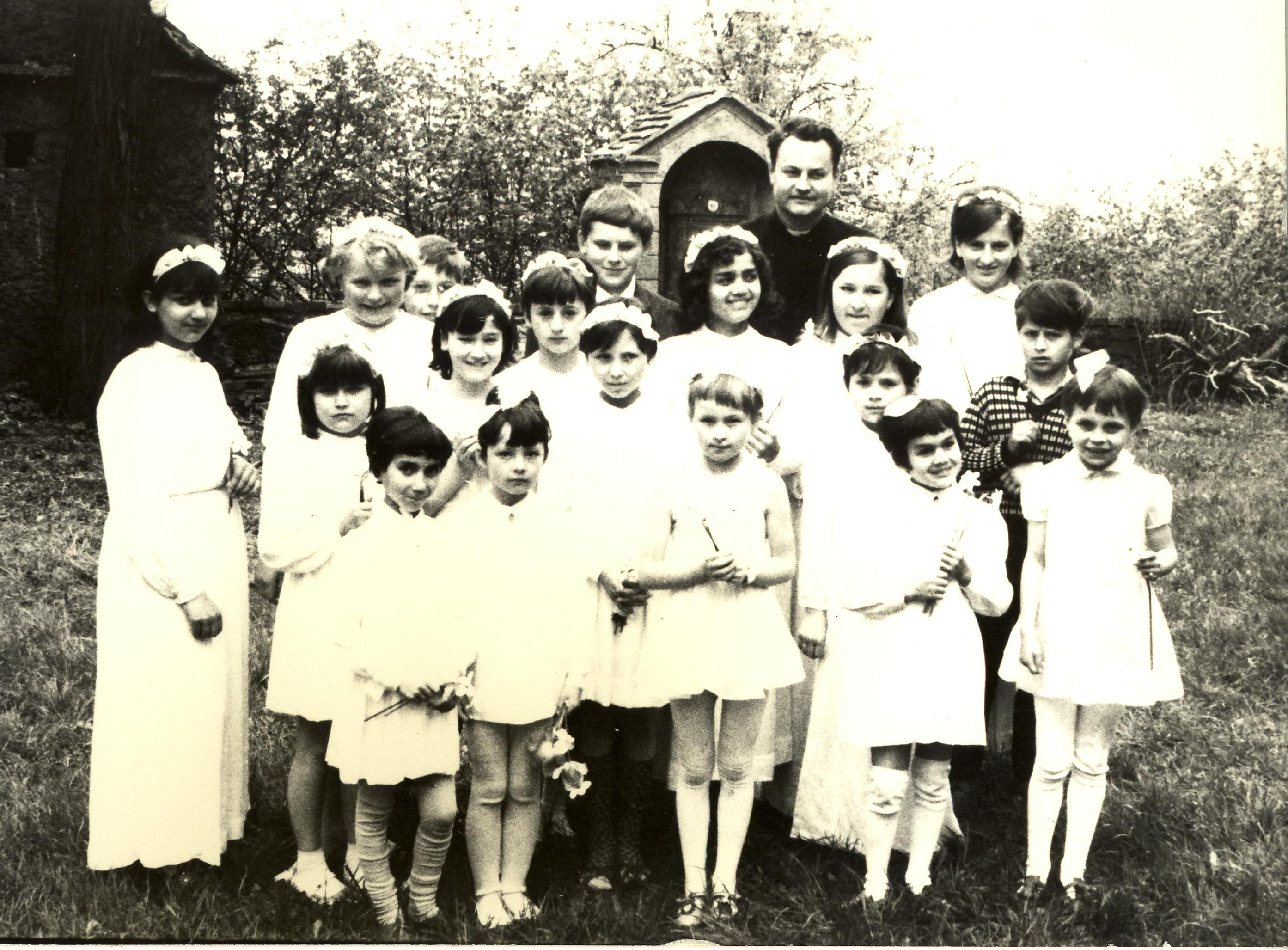
P. Vlček s biřmovanými dětmi v roce 1969

V 70. letech se Vlčkovi podařilo prosadit opravu všech tří největších kostelů ve farnosti: 1970–1971 bořislavského, kdy byl vymalován a dostal novou střechu a fasádu. Roku 1972 byla vyměněna střecha a rekonstruována fasáda i v Hradišti a konečně roku 1974 prošel rekonstrukcí také kostel ve Rtyni. Kromě toho proběhla v letech 1969–1972 generální oprava barokní fary v Bořislavi z roku 1733. Na všech těchto akcích se brigádně podíleli místní věřící. Vlček také vyučoval na šesti školách náboženství; bořislavská fara se stala duchovním centrem farnosti. Vlček také, za pomoci svých rodinných příslušníků, příkladně vedl farní hospodářství.
Ve druhé polovině 80. let byl farář často nemocný a musel své aktivity omezit. Předčasně zemřel v teplické nemocnici v prosinci 1988. Pohřbený byl v rodných Šlapanicích. V roce 2020 si bořislavská farnost připomněla kulatá výročí úmrtí dvou svých duchovních správců: Franze Sitteho a Milana Vlčka. Ve Vlčkově případě ovšem s dvouletým zpožděním.